# 이세걸
이세걸(李世杰 1972년 5월 5일~)은 대한민국의 환경운동가 출신으로 공공기관 임원으로 일했다. 환경부 산하 대표적인 공공기관인 한국환경공단에서  상임감사직을 수행했다. 

## 출생
- 경상북도 안동시

## 학력
- 안동 풍북초등학교 입학
- 포항 영흥초등학교 졸업
- 포항 대도중학교 졸업
- 포항 동지고등학교 졸업
- 충남대학교 심리학과 졸업 학사
- 단국대학교 경영대학원 경영학(ESG경영 전공) 석사[2]
- 단국대학교 대학원 경영학(회계학 전공) 박사과정(2024년~)
- 서울대학교 행정대학원 국가정책과정(ACAD) 이수
- 서울대학교 경영전문대학원 최고감사인과정(AAP) 이수

## 경력
- 2012~2018년 서울환경운동연합 사무처장, 운영위원장
- 2016~2017년 한국환경회의 운영위원장
- 2018~2020년 서울특별시 시장실 정책비서관
- 2021~2023년 인천지역 공공기관 감사기구협회의회 회장[3]
- 2022~2023년 (사)한국감사협회 부회장
- 2021~2024년 한국환경공단 상임감사

## 저서

### 경영일반/이론
- 《기후위기와 ESG》 부제: ESG 평가 어떻게 할 것인가 (2024년 8월 27일, 리딩라이프북스)[4]